# Palicourea lancifera
Palicourea lancifera là một loài thực vật có hoa trong họ Thiến thảo. Loài này được Standl. & L.O.Williams mô tả khoa học đầu tiên năm 1951.